# Hypomyces miliarius
Hypomyces miliarius är en svampart som beskrevs av Tul. & C. Tul. 1865. Hypomyces miliarius ingår i släktet Hypomyces och familjen Hypocreaceae.   Inga underarter finns listade i Catalogue of Life.